# 장평왕
장평왕(章平王, 기원전 300년경 ~ 기원전 232년)은 기자조선의 제39대 군주(재위: 기원전 251년 ~ 기원전 232년)이다. 현문왕의 아들이며 휘는 윤(潤)이다. 그의 왕위는 부왕(否王, 종통왕(宗統王), 부(否) 또는 비(丕), 휼(恤))이 승계받았다.

## 참고 문헌
- 안정복의 《동사강목》(東史綱目)
- 이덕무의 《앙엽기》(盎葉記) - 국가지식포털 한국고전번역원 - 기자조선 계보
- 이만운의 《기년아람》(紀年兒覽) - 권5 기자조선
- 청주 한씨 중앙종친회 기자조선 왕위 계보